# Associazione Calcio Juvenes/Dogana
A Associazione Calcio Juvenes/Dogana (conhecida simplesmente como Juvenes/Dogana) é um clube de futebol cuja sede se localiza em Serravalle, na república de San Marino.

## História
O clube foi fundado em 2000 após a fusão entre a Società Sportiva Juvenes e o Gruppo Sportivo Dogana. Até a temporada 2006–07, era o único time a disputar os campeonatos de San Marino e Italiano (onde atuava nas divisões amadoras).
Manda seus jogos no Estádio Olímpico de San Marino, com capacidade para 6.665 lugares, e também possui um estádio próprio (Stadio di Dogana, que possui 200). As cores oficiais do clube são azul, vermelho e branco. Foi no Juvenes que Massimo Bonini (ex-jogador da Juventus nos anos 80) encerrou sua carreira em 1997.

## Títulos
- Copa Titano: 9 
  - Como S.S. Juvenes: 1965, 1968, 1976, 1978, 1984
  - Como G.S. Dogana: 1977, 1979
  - Como Juvenes/Dogana: 2008–2009, 2010–2011